# Francesco Maffei

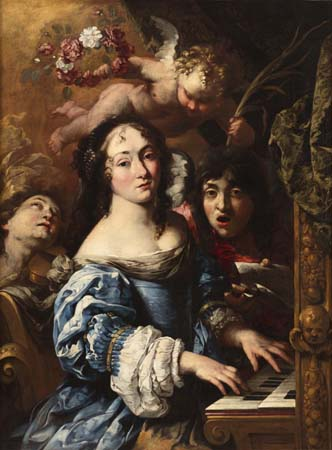
Santa Cecilia.

Francesco Maffei (Vicenza, 1605 - Padua, 2 de julio de 1660), pintor italiano activo durante el Barroco.

## Biografía

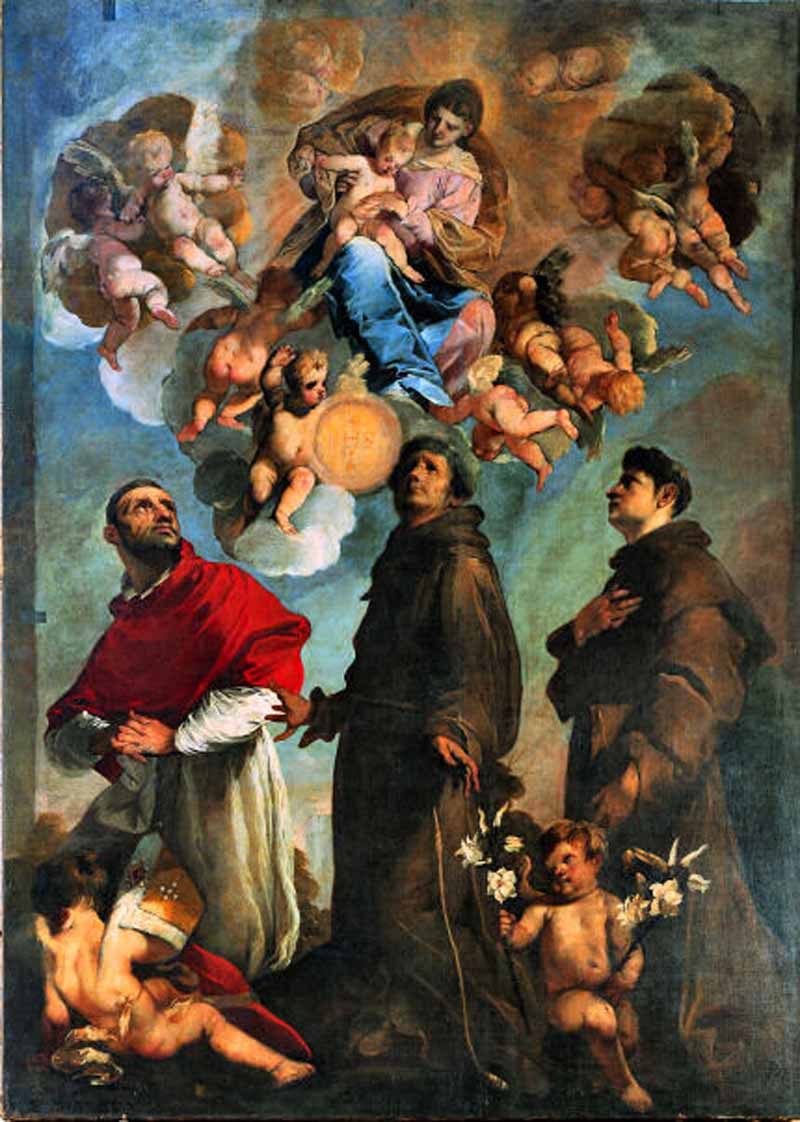
Virgen con el Niño y los santos Carlos Borromeo, Bernardino de Siena y Antonio de Padua, Oratorio del Carmine, Sarzana.

Hijo del pintor Giacomo Maffei, de quien recibió su primera formación como artista. Posteriormente entraría como aprendiz del taller que los Maganza dirigían en Vicenza.
Su estilo juvenil está muy influenciado por el de Paolo Veronese y Jacopo Bassano a través de su maestro Alessandro Maganza. Sin embargo, pronto desarrollará un lenguaje propio, más dinámico y narrativo. Nunca podrá liberarse de la influencia manierista en la que se había educado. Sus figuras son extremadamente estilizadas, contrastando con el uso más atrevido del color, con gusto por los fondos de tonos oscuros, basado en su conocimiento de la obra de Tintoretto.
Maffei desarrolló un estilo a veces excéntrico, que alcanza un gran patetismo sobre todo en sus obras de carácter religioso. Incluso en sus alegorías exhibe un carácter nervioso, con gusto por las disonancias y una pincelada agresiva, que rompe con su primitiva formación tardo-manierista. Notables son sus trabajos en los Oratorios delle Zitelle y de San Nicola da Tolentino, en su ciudad natal.
En 1638 visitó Venecia, donde pudo conocer el arte innovador de pintores como Johann Liss, Domenico Fetti o Bernardo Strozzi. Maffei abandonó Vicenza en 1657 y se instaló en Padua, donde pocos años después falleció víctima de la peste.
El estilo de Maffei fue seguido por artistas como Antonio Bellucci o Andrea Celesti.

## Obras destacadas
- Ecce Homo (colección privada)

Perseo corta la cabeza a Medusa, Gallerie dell'Accademia, Venecia.

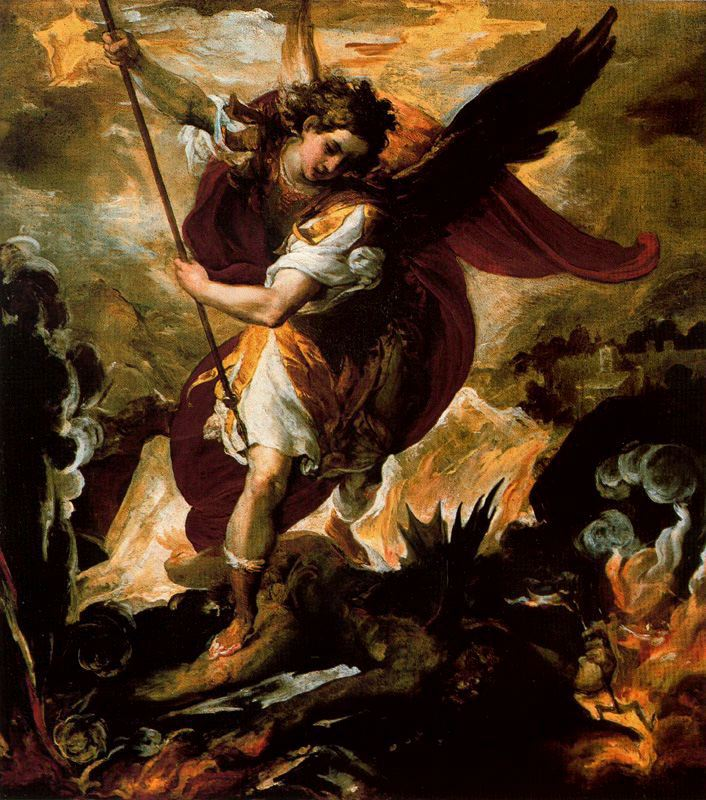
San Miguel arcángel derrota a Lucifer, Colección Thyssen-Bornemisza, en depósito en el Museu Nacional d'Art de Catalunya (MNAC).

- San Nicolás y el ángel (1626, San Nicola da Tolentino, Vicenza)
- Vida de San Cayetano (San Stefano, Vicenza)
- Trinidad (Oratorio de San Nicola, Vicenza)
- Martirio de los franciscanos menores en Nagasaki (1630, San Francesco, Schio)
- Virgen con el Niño y los santos Carlos Borromeo, Bernardino de Siena y Antonio de Padua (Oratorio del Carmine, Sarzana)
- Santa Cecilia (Fondazione Luciano e Agnese Sorlini, Carzago)
- Traslado de las reliquias de los santos obispos Dominatore, Pablo y Anastasio (Duomo Vecchio, Brescia)
- Glorificación del podestà Giovanni Cavalli (1646)
- Glorificación de Gaspare Zane (1646, Museo de Vicenza)
- Glorificación de Girolamo Priuli (1649, Museo Civico, Padua)
- Perseo corta la cabeza de Medusa (1650, Galleria dell'Accademia, Venecia)
- Parábola de los vendimiadores (1650, Museo de Castelvecchio, Verona)
- Rinaldo y el escudo de espejo (1650, J.Paul Getty Museum, Los Angeles)
- Rinaldo conquista el Bosque Encantado (1650, J.Paul Getty Museum, Los Angeles)
- Adoración de los Pastores (1650, Ashmolean Museum, Oxford)
- Glorificación del inquisidor Alvise Foscarini (1652, Museo de Vicenza)
- San Miguel arcángel derrota a Lucifer (c. 1656, Museo Thyssen-Bornemisza, Madrid)
- Perseo libera a Andrómeda (1657-58, Museo del Settecento Veneziano, Ca' Rezzonico, Venecia)
- Prometeo con el espejo y el águila o Alegoría de la Vista (1657-58, Museo del Settecento Veneziano, Ca' Rezzonico, Venecia)
- Gloria con San Roque y otros Santos[1] (1650-1655, Museo Cerralbo, Madrid)